# Un amico di Kafka
Un amico di Kafka (titolo orig. A Friend of Kafka and Other Stories) è una raccolta di racconti di Isaac Bashevis Singer, pubblicata in lingua inglese nel 1970 da Farrar Straus & Giroux. Originariamente, i racconti erano apparsi in lingua yiddish, la lingua madre dell'autore ebreo.

## Titoli della raccolta
1. Un amico di Kafka (A Friend of Kafka [nella trad. dell'autore insieme a Elizabeth Shub], il racconto è presente anche nelle antologie L'ultimo demone, Lo scrittore di lettere e in Racconti nella trad. di Gabriella Luzzani)
2. Ospiti in una sera d'inverno (Guests on a Winter Night [trad. dell'autore con Dorothea Straus])
3. La chiave (The Key [trad. dell'autore con Evelyn Torton Beck], presente anche in Racconti nella trad. di Anna Ravano)
4. Il dottor Beeber (Dr Beeber [trad. dell'autore con Elaine Gottlieb])
5. Racconti accanto alla stufa (Stories from Behind the Stove [trad. dell'autore con Dorothea Straus])
6. La tavola calda (The Cafeteria [trad. dell'autore con Dorothea Straus], presente anche in Lo scrittore di lettere e in Racconti nella trad. di Gabriella Luzzani)
7. Il mentore (The Mentor [trad. dell'autore con Evelyn Torton Beck], in Racconti nella trad. di Anna Ravano con il titolo L'istruttore)
8. Piccioni (Pigeons [trad. dell'autore con Elizabeth Shub], presente in Racconti nella trad. di Anna Ravano con il titolo I piccioni)
9. Lo spazzacamino (The Chimney Sweep [trad. Mirra Ginsburg])
10. L'enigma (The Riddle [trad. Chana Faerstein e Elizabeth Pollet])
11. Altele (Altele [trad. Mirra Ginsburg], anche in Racconti nella trad. di Anna Ravano)
12. Lo scherzo (The Joke [trad. dell'autore con Dorothea Straus], anche in Lo scrittore di lettere e in Racconti nella trad. di Gabriella Luzzani con il titolo La burla)
13. L'elegantona (The Primper [trad. dell'autore con Ruth Schachner Finkel])
14. Schloimele (Schloimele [trad. Alma Singer e Elaine Gottlieb])
15. La colonia (The Colony [trad. dell'autore con Evelyn Torton Beck])
16. Il blasfemo (The Blasphemer [trad. dell'autore con Rosanna Gerber])
17. La scommessa (The Wager [trad. Mirra Ginsburg])
18. Il figlio (The Son [trad. dell'autore con Elizabeth Pollet], anche in L'ultimo demone)
19. Il destino (Fate [trad. dell'autore con Elizabeth Shub])
20. I poteri (Powers [trad. dell'autore con Dorothea Straus], anche in La giovenca malata di nostalgia e in Racconti nella trad. di Gabriella Luzzani col titolo Poteri)
21. Là c'è qualcosa (Something Is There [trad. dell'autore con Rosanna Gerber], anche in La giovenca malata di nostalgia e in Racconti nella trad. di Gabriella Luzzani con il titolo Qualcosa c'è)

## Edizioni italiane
- Un amico di Kafka, trad. dall'inglese di Maria Vasta Dazzi, Collana La Gaja Scienza n.343, Milano, Longanesi, 1974; Collana La Gaja Scienza n.185, Longanesi, 1987, ISBN 88-304-0707-0; Collana TEAdue n.688, Milano, TEA, 1999, ISBN 88-7818-347-4; Collana Biblioteca dei narratori n. 27, Longanesi, 2011 ISBN 978-88-304-2447-0.
- Un amico di Kafka, traduzione di Katia Bagnoli, Collana Biblioteca n.733, Milano, Adelphi, 2022, ISBN 978-88-459-3670-8.